# Naturdenkmal Doline Schwelgenkamp

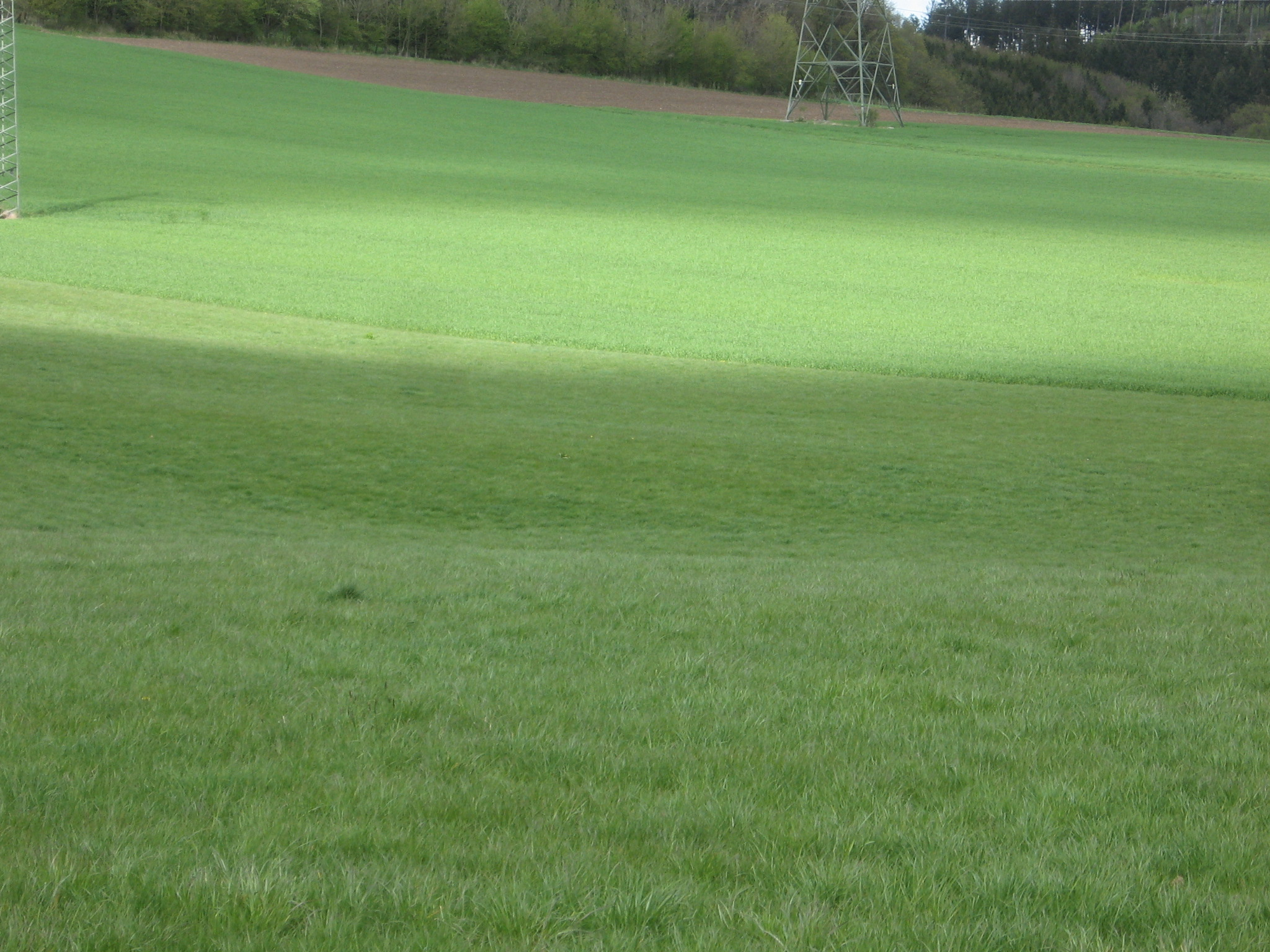
Naturdenkmal Doline Schwelgenkamp in Bildmitte

Das Naturdenkmal Doline Schwelgenkamp mit einer Größe von 0,23 ha liegt nordwestlich von Brilon. Das Gebiet wurde 2008 mit dem Landschaftsplan Briloner Hochfläche durch den Hochsauerlandkreis als Naturdenkmal (ND) ausgewiesen. Das Naturdenkmal ist umgeben vom Landschaftsschutzgebiet Grünlandverbund Aa.
Das ND Doline Schwelgenkamp gehört zu den sieben Naturdenkmälern im Landschaftsplan Briloner Hochfläche welche als Karsterscheinungen festgesetzt wurden. Dabei handelt es sich um vier Schwalglöcher und drei Dolinen. Schon der Flurname Schwelgenkamp weist auf die Karsterscheinung hin, denn Schwelge bedeutet Bachschwinde.
Die Schwelgenkamp befindet sich mitten in landwirtschaftlichen Flächen. Die Doline selbst und die direkte Umgebung wird als Grünland genutzt. Sie ist nur durch eine leichte Muldenlage zu erkennen. Die Schutzausweisung erfolgte laut Landschaftsplan um eine Verfüllung zu verhindern.